# Fennville
Fennville é uma cidade localizada no estado americano de Michigan, no Condado de Allegan.

## Demografia
Segundo o censo americano de 2000, a sua população era de 1459 habitantes.
Em 2006, foi estimada uma população de 1431, um decréscimo de 28 (-1.9%).

## Geografia
De acordo com o United States Census Bureau tem uma área de
2,8 km², dos quais 2,7 km² cobertos por terra e 0,1 km² cobertos por água. Fennville localiza-se a aproximadamente 203 m acima do nível do mar.

## Localidades na vizinhança
O diagrama seguinte representa as localidades num raio de 24 km ao redor de Fennville.